# Potamodromo
Potamodromo (griego, ποταμός, οῦ, (“potamos”: río) y δρομος (dromos: carrera) es un término que se utiliza para designar especies de peces de agua dulce que migran entre diversas zonas de un mismo río sin abandonar el agua dulce. Se aplica a los peces u otros animales acuáticos que migran a lo largo de su ciclo de vida. 
La migración puede tener varias causas: 
- Reproducción: Los peces pueden tener que buscar lugares adecuados para construir su "nido"
- Alimentación: Los peces pueden tener que buscar lugares donde los alimentos son más abundantes o más apropiados para cada etapa de su ciclo de vida.
- Refugio: Los peces pueden tener que cambiar su hábitat porque éste ha sido invadido por depredadores.
- Razones fisiológicas relacionadas con su ontogenia[1]

El caso más conocido es el de la trucha común, Salmo trutta.